# Aglaia spectabilis
Aglaia spectabilis (en tailandés: ตาเสือใหญ่, Jemer bangkeou damrei) es una especie de árbol perteneciente a la familia Meliaceae.

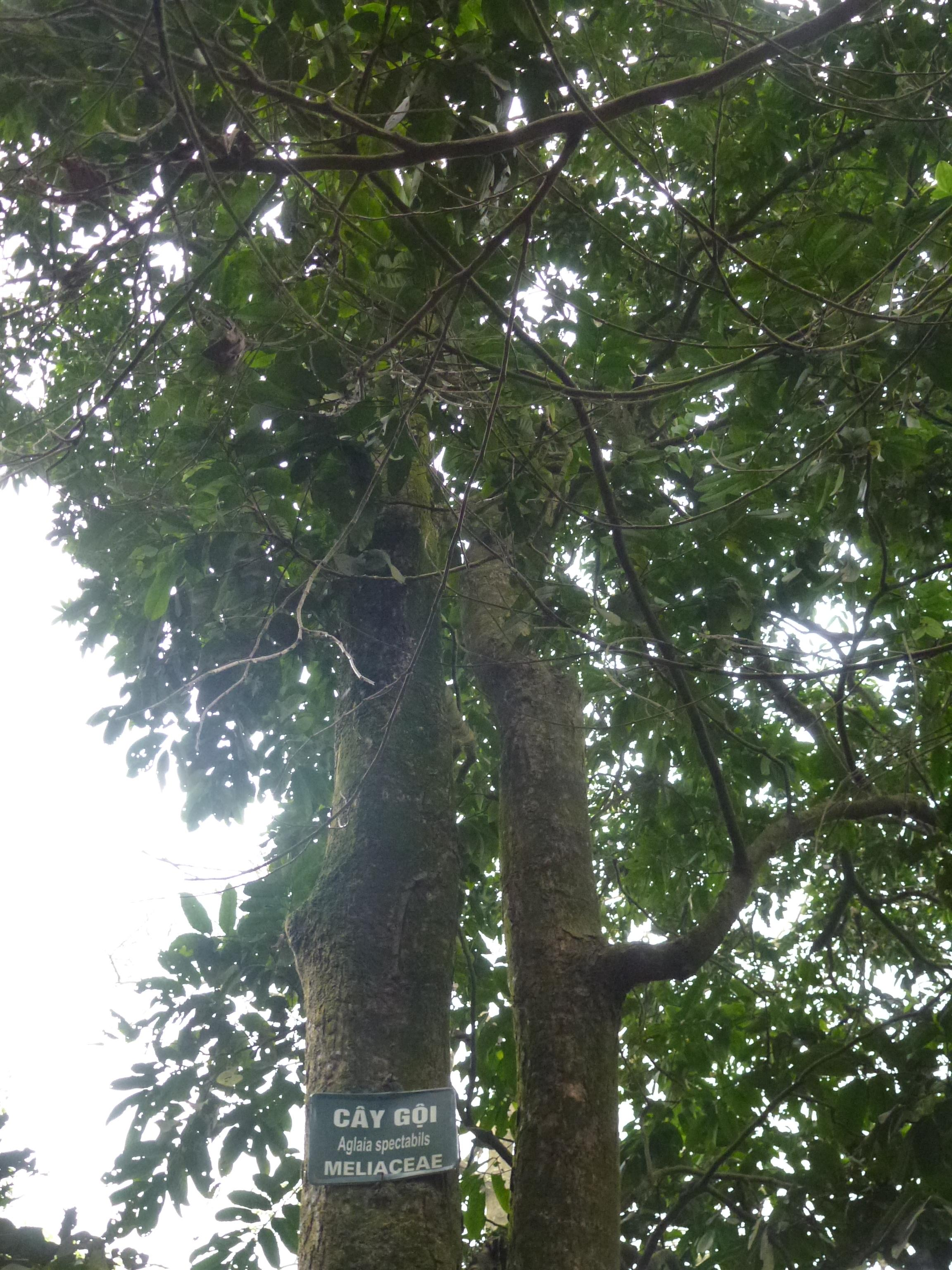
Aglaia spectabilis en Hùng Temple, Vietnam

## Descripción
Son árboles que alcanzan un tamaño de hasta 18 m de altura. Hojas alternas; pecíolo y raquis de 35 cm; pecíolo glabro, envés redondeado, adaxialmente con una ranura poco profunda; foliolos en número de 11, opuestos; peciólulos 1-1.5 cm, base truncada a redondeada, márgenes reflexos, ápice acuminados. Tirsos axilares, de 20-25 cm. Pétalos 3, ovados. Fruta dehiscente, obovoide a piriforme, 3 lóculos, con 1 semilla por lóculo. Fl. septiembre-noviembre, fr. octubre

## Distribución
Se distribuye por Australia (Queensland), Camboya, China, India, Indonesia, Laos, Malasia, Myanmar, Papúa Nueva Guinea, las Filipinas, las Islas Solomon, Tailandia, y Vietnam. 

## Taxonomía
Aglaia spectabilis fue descrita por (Miq.) S.S.Jain & Bennet y publicado en Indian Journal of Forestry 9: 271. 1987.
Sinonimia
- Aglaia gigantea (Pierre) Pellegr.
- Aglaia hiernii M.V.Viswan. & K.Ramach.
- Aglaia ridleyi (King) Pannell
- Amoora gigantea Pierre
- Amoora ridleyi King
- Amoora spectabilis Miq.
- Amoora stellatosquamosa C.Y.Wu & H.Li
- Amoora wallichii King
- Aphanamixis wallichii (King) Harid. & R.R.Rao
- Sphaerosacme spectabilis Royle[4]